# Stenus liuyixiaoi
Stenus liuyixiaoi es una especie de escarabajo del género Stenus, familia Staphylinidae. Fue descrita científicamente por Liu, Tang & Luo en 2017.
Habita en China.